# 尼奧斯卡
尼奧斯卡是瑞士的城鎮，位於該國南部，由提契諾州負責管轄，面積7.45平方公里，海拔高度277米，2011年人口705，九成人口信奉羅馬天主教，人口密度每平方公里95人。